# Amt Düben

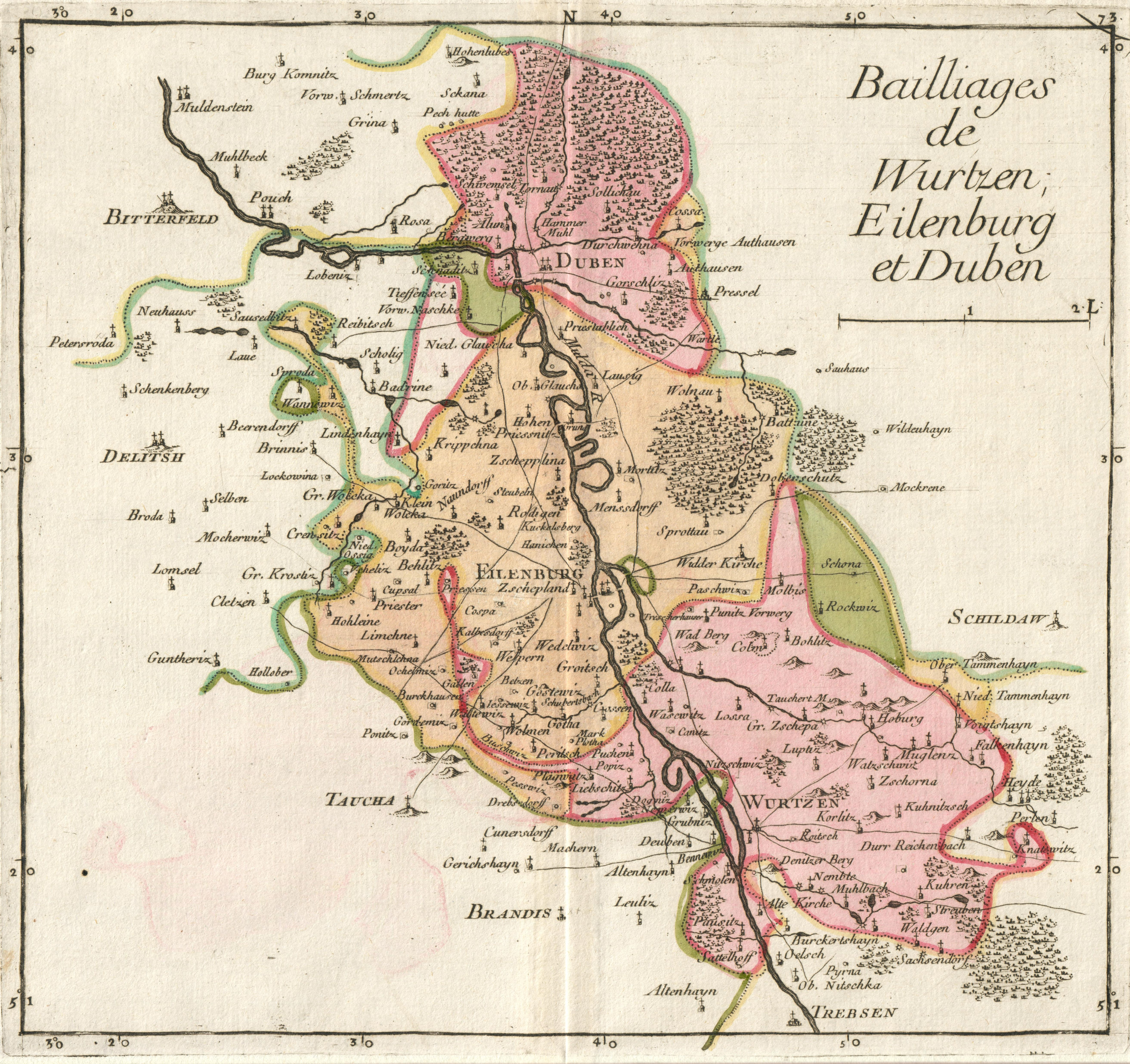
Karte des Amtes Düben (oben, rot) aus dem Jahr 1759

Das Amt Düben war eine im Leipziger Kreis gelegene territoriale Verwaltungseinheit des Kurfürstentums Sachsen. Bis zur Abtretung an Preußen im Jahr 1815 bildete es als sächsisches Amt den räumlichen Bezugspunkt für die Einforderung landesherrlicher Abgaben und Frondienste, für Polizei, Rechtsprechung und Heeresfolge. Verwaltungssitz war die Burg Düben.

## Geographische Lage
Das Amt Düben lag im Norden des Leipziger Kreises. Es wurde im Südwesten von der Mulde tangiert.
Das Territorium des früheren Amtes Düben ist heute geteilt. Der Südteil mit Düben, Durchwehna, Authausen und Görschlitz gehört zum Landkreis Nordsachsen im Freistaat Sachsen, der nördliche Teil mit der Dübener Heide und den Orten Schwemsal, Schwerz, Söllichau und Tornau gehört zu den Landkreisen Anhalt-Bitterfeld und Wittenberg im Bundesland Sachsen-Anhalt.

## Angrenzende Verwaltungseinheiten
Das Amt Düben grenzte im Osten an das Amt Torgau, im Süden an das Amt Eilenburg, mit dem es zeitweilig verbunden war, gegen Westen an die beiden Ämter Delitzsch und Bitterfeld und nach Norden an das Amt Wittenberg.
|                | Kreisamt Wittenberg                         |                         |
| Amt Bitterfeld | Kompassrose, die auf Nachbargemeinden zeigt | Amt Torgau              |
| Amt Delitzsch  | Amt Eilenburg                               | Amt Eilenburg (Exklave) |

## Geschichte
Das Amt Düben entstand in den 1390er Jahren aus einer an die Markgrafen von Meißen gelangten Herrschaft der Herren von Querfurt und gehörte fortan zum Leipziger Kreis.
Nach der Leipziger Teilung 1485 gehörte das Amt zur ernestinischen Linie der Wettiner. Seit der Niederlage der Ernestiner im Schmalkaldischen Krieg im Jahr 1547 war es in Besitz der Albertiner.
Infolge der sächsischen Kollaboration mit dem französischen Kaiser Napoléon Bonaparte wurde das Amt Düben 1815 durch den Wiener Kongress Preußen zugeschlagen. Es wurde in den Kreis Bitterfeld im Regierungsbezirk Merseburg der Provinz Sachsen integriert.
1785 ist das Amt in Justiz- und Rentamt geteilt und seitdem zusammen mit dem Amt Eilenburg verwaltet und verpachtet worden.
1857/60 wurde das Amt aufgelöst und ins Forstamt eingegliedert. Lediglich ein Amtsgericht unter einem Kreisrichter und die Forstkasse unter einem Forst-Rendanten verblieben bis 1944 in den Amtsgebäuden.

### Entstehung des Amtes um 1383–1406
In den Wirrungen um den Falschen Woldemar in den 1350er Jahren konnten die wettinischen Markgrafen von Meißen die Burg und die Stadt Düben von den Askaniern erobern und an sich ziehen. Aus Geldnöten versetzten die Wettiner die Besitzungen in den folgenden Jahren immer wieder, so gelangte Düben samt Umland 1483 an die Herren von Querfurt, die dort eine eigene Dübener Herrschaft mit Lehn der askanischen Herzöge von Sachsen formten. Zur Herrschaft um den Burgward Düben gehörten in den 1390er Jahren die Dörfer Söllichau, Tornau, Durchwehna (askanisches Lehn), Kossa, Schwemsal und Authausen sowie die später wüst gefallenen Siedlungen Watschwitz, Groß-Dreiseil, Holzglos, Kirch(g)los (askanisches Lehn), Gleina, Nassen Deupzig (askanisches Lehn) und Wölknitz (askanisches Lehn). Bereits 1394 mussten die Querfurter Teile ihrer Dübener Besitzungen an die Herren von Eilenburg sowie an Bürger zu Torgau und den Pfarrer zu Düben verpfänden.
1396 konnten die meißnische Markgräfin Elisabeth von Mähren (um 1355–1400), in der sächsischen Chronistik als Ludmilla geführt, eine Hälfte der Dübener Herrschaft (huse zcu Dyben unde an andern gutern unde zcugehorungen) für 800 Schock Groschen erwerben. Der meißnische Markgraf Wilhelm I. (1343–1407) ließ ihr 1397 die Dübener Besitzungen und zugleich jene in Elsterberg, Mühldorf, Gleißberg und Zörbig als Leibgut und Wittum im Fall seines Todes garantieren. Doch erst 1406 konnte Markgraf Wilhelm I. auch die Ansprüche der Nachfahren von Gebhart XII. von Querfurt († 1402) auf die zweite Hälfte der Herrschaft bzw. des Schlosses Düben für 1000 Schock Groschen ablösen.
Der Markgräfin gelang es bis zu ihrem Tod im Jahr 1400 erste lokale Verwaltungsstrukturen eines Amtes zu etablieren. Für die Jahre 1400 bis 1402 hat sich die älteste Dübener Geleitsrechnung erhalten. Ein erstes Rechenregister der Ämter Delitzsch, Düben und Zörbig aus dem Jahr 1404 ist in Dresden als Kriegsverlust notiert, liegt aber nachweislich im Moskauer „Zentrum für die Aufbewahrung historisch dokumentarischer Sammlungen“ im Gebäude des Russischen Staatlichen Militärarchivs (RGWA). Aus ebendort befindlichen Akten kann für 1422 auch der Name eines Dübener Vogtes erschlossen werden (vgl. die Liste unten).
Die Askanier hielten bis in die 1420er Jahre ihre Ansprüche auf einige Dörfer im Amt Düben aufrecht. Neben den oben schon genannten Orten, beanspruchten sie in der Vogtei bzw. den Gerichten Dübens das Dorf Schwerz und das wüste Dorf Goptitz bzw. Koptitz. In einer Schlichtung vom 30. Mai 1421 wurde bestimmt, dass diese Dörfer von den wettinischen Vögten und Pfandherren zu Düben als Lehn von den Herzögen von Sachsen zu erbitten waren. Mit dem Aussterben der Wittenberger Linie der Askanier 1422 und dem Übergang des sächsischen Herzogtums und der Kurwürde an die Wettiner 1423 waren diese Bestimmungen obsolet.

### Verpfändungen und Besitzwechsel 1401–1478
Nach dem Ableben seiner Gemahlin nutzte der stetig Fehden und Kriege führende Markgraf Wilhelm I. das Amt Düben als Pfandobjekt für ausstehende Zahlungen. Bereits 1402 verpfändete er das Amt Düben für 2.600 Gulden an seinen Marschalk Günther von Bünau den Älteren, Ahnherr der Linie Droyßig. Dieser sollte die Untertanen bei den alten Rechten belassen und 112 Gulden am Schloss verbauen.
In den folgenden Dekaden setzten die Wettiner das Amt Düben immer wieder als Pfand für ausstehende Zahlungen ein. Die Pfandnehmer waren meist im Hofdienst stehende Räte und Verwalter weiterer Besitzungen. Die Verpfändungen währten teilweise nur einige Monate. Für die Einwohner des Amtes blieben die Bezugspersonen die regionalen Verwalter, die Vögte (später Amtmänner), Geleitsleute, Förster und Schösser.
1419 verpachteten die Wettiner Haus und Stadt Düben auf drei Jahre an Dietrich Pack. Zugleich garantierte Pack die Rückgabe, zahlte jährlich 70 Schock Groschen, Naturalien und Anteile an Gerichtsbußen an die Wettiner. 1423 urkundet zwischenzeitlich Dietrich von Schleinitz zu Düben, möglicherweise als kurzfristiger Pächter.
1423 verkaufte Kurfürst Friedrich der Streitbare das Amt Düben (sloß und stad Dybin mit allen yren zcugehorungen mit dorffern etc.) für 1.000 Schock Groschen an die Brüder Heinrich und Tham Löser. Ausgeschlossen waren die Jagdrechte sowie die adligen und geistlichen Lehn, zugleich war eine Option auf den Rückkauf mit anderthalbjähriger Vorankündigung festgehalten. Dieser Rückkauf muss bald darauf erfolgt sein.
Im Mai 1425 wurde das Amt dann an Hans Pack auf Finsterwalde und seine Frau Ilse verpfändet. Bereits im Oktober 1425 ließ der Kurfürst Düben mit 3.000 Gulden aus den Einnahmen anderer Städte wieder auslösen.
1427 verkaufte der sächsische Kurfürst Schloss und Stadt Düben mit allen Zugehörungen erneut an Thammo Löser und seine Erben sowie mehrere Treuhänder gegen 4.050 Gulden.
1445, 1449, 1453, 1458 sind die sächsischen Erbmarschälle Hans († um 1480) und Heinrich Löser († 1440) als Pfandbesitzer von Düben belegt.
1465 erhielten die Gebrüder Jürgen, Otto, Titze, Kuntz, Hans, Balthasar und Bernhard Spiegel zu Gruna das Amt Düben gegen 4.700 Gulden übereignet. 1478 erscheinen sie letztmals als Besitzer des Amtes. Hutungsstreitigkeiten mit Friedrich von Maltitz legen eine zwischenzeitliche Verpachtung an diesen nahe.
Formulierungen in den Verkaufsverträgen von 1458 und 1465 haben dafür gesorgt, dass eine angebliche Zerstörung der Burg Düben während des Sächsischen Bruderkrieges in Stadtchroniken und den Historischen Stätten gemutmaßt wurde. Tatsächlich handelt es sich um Eventualformulierungen, welche die Beihilfe des Kurfürsten garantieren, falls in dessen Fehden die Burg verlustig gehen oder abbrennen sollte. Ähnliche Klauseln sind schon in älteren Pachtverträgen zu finden.

### Das Amt unter den Kurfürsten von Sachsen 1478–1815
Mit den in den 1470er Jahren sprudelnden Einnahmen aus neuen Silberfunden bei Freiberg verfügten die sächsischen Kurfürsten wieder über genug Mittel, um das Amt Düben dauerhaft zurückerwerben zu können. 1478 löste Kurfürst Ernst von Sachsen das Amt Düben von Spiegel zu Gruna aus und stellte es unter die Verwaltung seines Delitzscher Geleitsmanns Albrecht von Breitungen.
Der neue Dübener Amtmann war der lokale Stellvertreter des sächsischen Kurfürsten und verwaltete dessen Rechte und Besitzungen (inklusive der Forste). Der Amtmann sorgte für die innere und äußere Rechtswahrung, saß im Land- und Stadtgericht, stellte berittenes Geleit und ging, wenn nötig, militärisch gegen befehdende Adlige oder Räuberbanden vor. Die später folgenden Amtsmänner waren daher verpflichtet neben dem üblichen Amtspersonal erst zwei, später vier gerüstete Berittene auf dem Dübener Schloss zu halten.
Die Amtmänner hatten die Einnahmen aus den Gerichtsbußen, den Mühlen-, Schank-, Grundstücks- und Hauszinsen, aus dem Holzverkauf sowie dem Geleit an den Kurfürsten abzuführen. Kosten, die dabei entstanden, konnten sie einbehalten. Als Lohn erhielten die Amtsmänner die Erträge der Eigenwirtschaft des Amtes. Dafür hatte sie allerdings das Vorwerk für jährlich 40 bis 60 Gulden zu pachten. Ab 1500 wurde den Amtmännern diese Pacht erlassen, da die Erträge des Amtes Düben zu gering waren.
Die weitgehenden Befugnisse des Amtes insbesondere das Besetzungsrecht für den Stadtrichter sorgten für Streitigkeiten mit den Dübener Bürgern, welche der Kurfürst 1533 und erneut 1534 mit einem Schiedsspruch beilegte. Zwar stärkte der Schied die Rechte des Rates gegenüber den Bürgern und ermahnte den Amtmann, die Bürger gutwillig zu hören, die weitgehenden Eingriffsrechte des Amtes, wie beispielsweise die Einsetzung des Stadtrichters und Stadtknechts sowie Eingriffe bei Vernachlässigung der Bürgerpflichten, blieben bestehen. Es spricht für sich, wenn beide Seiten 1534 erneut ermahnt werden mussten, von Freveln und Gewalt abzusehen.
In der Leipziger Teilung von 1485 fiel das Amt Düben an die ernestinischen Linie der Wettiner, wo es bis 1547 verblieb. Mit dem Wechsel der Kurwürde von der ernestinischen an die albertinische Linie der Wettiner in Folge des Schmalkaldischen Krieges ging 1547 wechselten auch Amt und Stadt Düben die Zugehörigkeit.
Die neuen albertinischen Kurfürsten von Sachsen verpachteten und verkauften die wenig lukrativen Rechte und Besitzungen des Amtes an die Dübener Bürger, womit sie letztlich zum Verfall von Schloss und Amt Düben und zur Stärkung der Stadt Düben beitrugen.
Bereits 1549 erhielten die Bürger die Vorwerksfelder des Amtes zur Pacht, 1558 verkaufte der Kurfürst die Felder. Auch die zuvor umstrittene Ober- und Erbgerichtsbarkeit in der Stadt und auf der Neumark sowie die Einnahmen aus den Marktgebühren konnten die Dübener Bürger erst 1558, 1618 und 1680 befristet später dauerhaft für 38 Gulden pro Jahr vom Kurfürsten erwerben.
Auch das ertragsreiche Geleitsamt konnte der Rat von Düben erstmalig 1558 und wiederholt befristet bis 1638 gegen 250 und später 300 Gulden pro Jahr pachten. Nach der Zerstörung der Stadt Düben und der Dübener Muldenbrücke durch die Schweden 1637 im Dreißigjährigen Krieg ging die Verwaltung des Geleits wieder an das Amt über.
Bereits im 16. Jahrhundert wurde die Dübener Heide durch Wegesysteme und Trassen als Jagdbahn und Forst erschlossen. Die kurfürstliche Waldordnung von 1560 schrieb einen schonenden Einschlag mit dem Erhalt von Saambäumen vor, damit für Jagd und Holzverkauf keine nachhaltigen Schäden entstanden. Nur zwei Mal im Jahr wurde Holz verkauft, die Förster sollten genau Buch führen. Seit den 1570er Jahren waren die Förster verpflichtet, Baumsetzlinge in den Öden und Blößen anzupflanzen und mit Reisig zu schützen. 1771 waren acht Förster und der Wildmeister zu Söllichau für die Dübener Heide zuständig.
Das Amt Düben war nach dem Dreißigjährigen Krieg vollständig verwüstet. Die Dörfer und zeitweilig die Stadt Düben waren von allen Einwohnern verlassen, die Gemarkungen mit Bäumen bewachsen. Zahlreiche Gebäude – darunter die Muldenbrücke, die Schäferei und die Gebäude im Schlosshof mussten neu errichtet werden.

## Einnahmestruktur, Eigenwirtschaft und Personal des Amtes

### Einnahmestruktur im 15. und 16. Jahrhundert
Auf Grund der geringen Bodenqualität, der vielen Wüstungen, der wenigen bewohnten Siedlungen und der teilweise abgebrannten Heide (1485) gehörte das Amt Düben um 1500 mit etwa 300 Gulden Einnahmen zum Viertel der wenig ertragreichen ernestinischen Ämter. Bei umfangreichen Bauarbeiten an Muldenbrücke und am Schloss war das Amt defizitär. Von einem entsprechend baufälligen Zustand der Amtsgebäude und Brücke berichten Klagen des Amtmanns 1508.
Die wenigen Belege aus den 1450er Jahren legen nahe, dass das Amt Düben sich zuvor vornehmlich von den Pacht- und Erbzinsen für Grundstücke und Häuser (77 %) finanzierte, während die Einnahmen für das Geleit nur ein gutes Zehntel der Amtseinnahmen erbrachten (13 %). Die Einnahmen aus dem Holzverkauf waren ganz zu vernachlässigen und noch geringer als die Einnahmen des Woll- und Schafverkaufs oder die Mühlzinsen.
Um 1500 generierten die durchziehenden Händler mit ihren Geleitsabgaben auf einer der Routen auf der Via Imperii über ein Drittel der Amtseinnahmen. Den Einnahmen stand ein hoher Aufwand zur Erhaltung der Dübener Muldenbrücke und der Instandhaltung der Wege durch die Dübener Heide gegenüber. Einen etwa gleich großen Anteil erbrachten die Zinsabgaben der Grundstücksbesitzer im Amt. Hier standen der geringer Bodenwert und das gezielte Wüstfallenlassen von wenig ertragreichen Böden zu Gunsten der fürstlichen Jagd und der Forstnutzung höheren Einnahmen entgegen. Sämtliche weiteren Einnahmen – die Abgaben der Bürger für Brau-, Markt- und Meisterrecht, für Fischgewässer und Mühlrechte sowie Gerichtsbußen – waren um 1500 im Vergleich unbedeutend. Das gilt auch für die Eigenwirtschaft mit Ausnahme der Schäferei.
Bis zum Ende des 16. Jahrhunderts stiegen die Einnahmen insbesondere aus dem Holzverkauf und der Schäferei stetig an, übertrafen letztlich Geleits- und Zinseinnahmen. Die jährlichen Einnahmen werden um 1550 auf 585 Schock Groschen geschätzt, die sich zu jeweils einem Fünftel aus Grundstücks- und Hauszinsen (132 Schock), Schäfereiertrag (150 Schock) und Holzverkauf (140 Schock) ergaben. Die Geleitseinnahmen waren etwas geringer (105 Schock), Die Einnahmen aus Handwerkerzinsen, Gerichts- und Geleitsbußen und Marktrechten, Vermietung von Fischerei, Gärten, Feldern und Häusern machte nur ein Zehntel der Einnahmen aus.
Auf Grund des geringen Ertrags der Feldwirtschaft ließen die Kurfürsten die Amtsfelder nach dem Schmalkaldischen Krieg 1549 erstmals verpachten und verkauften diese 1558 für 800 Gulden an die Dübener Bürger. Da diese das Geld nicht aufbringen konnten, mussten sie in den Folgejahren sowohl einen Kredit bedienen als auch den Lassgutzins entrichten.
Das Amt verlegte sich auf andere Wirtschaftsbereiche und stärkte die Schafzucht. Im Amt Düben entstanden Weinberge nördlich von Düben und bei Görschlitz. 1612 errichtete das Amt eine eigene Weinpresse beim Vorwerk Görschlitz.

### Eigenwirtschaft vom 15. bis ins 17. Jahrhundert
Das Amt Düben besaß um 1500 etwa 125 Acker (je 255 × 21 Meter) Land, eine Schäferei mit etwa 700 bis 1.200 Schafen und einen Kuhstall mit 40 bis 60 Rindern und hielt gelegentlich zwischen 50 und 200 Schweine zur Mast. Auch einige Dutzend als Zinsen anfallende Hühner hielten die Viehmägde im Schloss.
Auf den Feldern im Amt ist vornehmlich Roggen und Hafer, um 1550 auch Gerste angebaut worden. Die Ackerwirtschaft war in der Regel kaum ausreichend um die Versorgung des Amtspersonals, der Lohnarbeiter, der fürstlichen Jäger und Gäste zu gewährleisten. Da es zu zeitweiligen Engpässen kam, unterstützten sich das Amt Gräfenhainichen und Düben gegenseitig.
Als Beispiel sind hier Ernte, Aussaat und Verbrauch des Jahres 1498/99 und die Schätzungen des Erbbuches von 1550 vorgestellt. 1498/99 betrug die Roggenernte etwa 12.180 Garben, die 367 Scheffel Roggen lieferten. Im gleichen Jahr sind 90 Scheffel Roggen ausgesät worden. Zudem lieferten die Müller der Ober-, Mittel- und Niedermühle sowie der Krüger von Söllichau 106 Scheffel Rogen als Teil ihrer Mühl- bzw. Schankzinsen.
Der größte Teil dieser Ernte und des Zinsertrages ist gemahlen und zu Brot für die Versorgung des Amtspersonals, der Fröner und Gäste verbacken worden (254 Scheffel). Für die im Schloss gehaltenen Schweine und Ferkel Futter, den Lohnanteil der Schäfer und die Versorgung der Jäger mit ihren Hunden in Söllichau sind weitere 95 Scheffel angefallen. Damit waren 97 % der Ernte und Zinseinnahmen verbraucht.
Zudem ernteten die Fröner 1498/99 5.640 Garben Hafer, die bezahlte Helfer zu 221 Scheffeln Hafer ausdroschen. Erneut ausgesät wurden lediglich 60 Scheffel. Der Bedarf an Hafer im Amt belief sich jedoch auf 477 Scheffel, wovon der Großteil für die Reit- und die vier Wagenpferde des Amtmanns benötigt wurden, einen kleineren Teil verbrauchten die Jäger und der Jagdhunde zu Söllichau und das Vieh im Amt. Die so entstehenden Lücken in der Haferversorgung mussten mit Einkäufen (154 Scheffel) und mit Lieferungen aus Gräfenhainichen geschlossen (124 Scheffel) werden.
Um 1550 stehen einer Roggenaussaat von bis zu 160 Scheffeln eine geschätzte Roggenernte von 212 und 414 Scheffel (6.360 Garben) gegenüber. Die Haferaussaat von 130 Scheffeln erbrachte bis zu 504 Scheffel (5.400 Garben) Ernte. Die zusätzlich angebaute etwa 40 Scheffel Gerste erbrachten 157,5 Scheffel (2.700 Garben) Gerstenernte, die zu der Bierbrauerei des Amts diente.
In geringerem Ausmaß sind auch Heidekorn bzw. Buchweizen für Grütze oder Viehfutter, sowie Erbsen und Hanf im Obstgarten bei der Schäferei angebaut worden. Für die Schweinemast schafften die Hirten zudem einige Scheffel Eicheln als Vorrat an.
Den Großteil der nötigen Arbeiten trugen Frondienstleistende des Amtes. Die Hüfner aus den Dörfern hatten einen Tag in jeder Art zu pflügen, einen Tag Heu und Mist und eine Wagenladung Holz zu führen. Die Kossäten aus den Dörfern und Untersassen mussten die Ernte einbringen. Die Hüfner zu Düben lieferten lediglich ein Fuder Holz, die Untersassen aus der Neumark brachten das Wintergetreide ein und hatten den Kuhstall im Schloss auszumisten und den Dörflern beim Einbringen der Ernte zu helfen. Dafür stand ihnen eine rudimentäre Versorgung mit Käse, Brot und Getränken zu. Für das Mähen von Gras und das Dreschen von Getreide musste das Amt jedoch Helfer anstellen und entlohnen.
Die Schäferei profitierte davon, dass die Einwohner die Schäfer dafür entlohnten, dass sie die Schafe auf deren Brachfelder trieben. Ohnehin hatte das Amt das Hut- und Triftrecht auf den Fluren der sechs Dörfer im Amt und zusätzlich Grünmahd und Heu von sieben Wiesen (Unterste Wiese und Nachtweide an der Mulde, die Wiese im Lau, die Nauwiese hinter der Schäferei, die Hammerwiese sowie Wiesen im Kahl Verhauicht und in der Gleiner Mark). Allein in Düben standen 1590 über 1.200 Schafe. 1597 entstand eine weitere Amtsstallung im Vorwerk Görschlitz mit 700 bis 800 Schafen. In den dortigen Ochsenstallungen standen zudem etwa 40 Rinder.
Im Dreißigjährigen Krieg stürzte der Dübener Schafstall zusammen, noch 1666 lag er als Ruine neben einem Neubau. Das Vorwerk Görschlitz überlebte den Krieg und brannte 1664 bis auf den Schafstall ab. Die Schafzucht ging im Amt auf 900 Tiere zurück.
Doch schon wenige Jahre später standen im neuen großen Stall (50 × 9 m) und im kleinen quadratischen Stall (8,5 m) in Düben 1.150 Tiere und auch in Görschlitz waren erneut über 280 Schafe im behelfsmäßig reparierten Stall untergebracht. Doch 1738 brannte die Schäferei in Düben jedoch nach einem Blitzschlag ab.
Die Schäferei im Kammergut Schwemsal übernahm die Rolle als Hauptamtsschäferei. Dort standen seit 1778 auch wollträchtige spanische Schafrassen. Da zahlreiche Einwohner inzwischen ebenfalls Schafe hielten, mehrten sich jedoch die Triftstreitigkeiten. 1779 wird die Zahl der Schafe im Amt Düben mit 3.687 Tieren angegeben, erheblich mehr als Menschen um Düben lebten. Die Schafzucht war die Voraussetzung für das starke Tuchmacher, Wollspinner und Schneiderhandwerk in Düben.

### Amtspersonal im 15. und 16. Jahrhundert
Um 1500 lebten knapp 10 Personen im Schloss. An der Spitze standen sächsische Amtsmänner und Schösser wie der niederadlige Heinz Meerrettich, die den Kurfürsten in Düben vertraten, die Einnahmen aus dem Geleit, Grund- und Pachtzinsen und dem Holzverkauf verwalteten und abführten.
Der Amtmann war verpflichtet, zwei bis vier gerüstete Berittene und einen Landknecht im Schloss zu versorgen. Diese waren für die Rechtswahrung und Sicherheit im Amt zuständig. Zudem war ein Geleitsmann zu Düben mit den beiden Stadttorhütern für den Wegzoll von den Händlern zuständig.
In Söllichau nahm ein Einwohner als Geleitsmann, das Nebengeleit für Bierfuhren ein. Den Amtsforst hütete der Förster zu Söllichau sowie ab etwa 1530 ein Forstschreiber in Düben und ein Forstknecht, der im Söllichauer Jagdhaus lebte.
Für die Versorgung des Viehs außerhalb des Schlosses, ein Rinderhirt, ein Schweinehirt, ein Schäfer und zwei Schäferknechte zuständig. Ein Ackervogt und zwei Acker- und Wagenknechte mit vier Pferden besorgten Güter des Alltagsbedarfs, das Pflügen und die Feldwirtschaft, wobei ihnen die Fröner – vornehmlich aus der Neumark (heute Neumarkt) – und Lohnarbeiter halfen.
Eine Köchin und bis zu drei Mägde waren für die Mahlzeiten, für die Versorgung des Viehs und der Hühner im Schloss, das Melken, das Butter- und Käsemachen, den kleinen Garten mit Obst- und Nussbäumen beim Schloss und die Reinigungsarbeiten verantwortlich. Zwei Geistliche, vermutlich der Kaplan der Wenzelskapelle und der Schulmeister, erhielten Mahlzeiten und u. a. Schreibgeld für Hilfsarbeiten im Amt.
Zu diesem sogenannten Amtsgesinde kamen unregelmäßig anwesenden Helfer: der Teichmeister, die Brauer und Wasserzieherinnen (!), der Röhrmeister, Zimmerleute, Schafschererinnen (!), Fröner und Mähder, Fuhrleute etc., so dass die Anzahl der Kostgäste im Schloss zwischen 15 und 40 schwankte.

## Bestandteile
Städte
- Düben

Amtsdörfer
- Söllichau
- Authausen
- Durchwehna
- Tornau

Ritter- und Freigüter
- Authausen (von Steindel)
- Görschlitz (Kammergut)
- Schwemsal (Kammergut)

Vorwerke
- Altenhof (westlich Bad Düben), Gut und wüstes Dorf im Amt Delitzsch (1442) samt Burg bzw. befestigtem Haus (1334, 1378), 1557–1699 Forsthaus im Amt Düben mit 25 Acker Artfeldern, Wiesen, 6 Ackern Hutweide[44]
- Durchwehna
- Schwerz (zum Kammergut Schwemsal gehörig, zuvor Dorf mit 5 Bauern- und einer Gärtnerstelle)

Wüstungen
- Blumenhain (südlich Görschlitz, 51.56468, 12.64825) 1285 als Blomenhagen erwähnt; um 1400 als Dorf; 1471 wüst; 1509 gerichtlich im Amt Düben, Nutzung beim Amt Eilenburg; 1527 Wiesen zu Blumenhain[45]
- Deupitz siehe Nassen- und Trocken-Deupzig
- Dielitz, Tiglitz, Tieglitz (nordwestlich Authausen, um 51.60300, 12.65600), schon vor 1437 wüst gefallen als Wiese zu Döhlic; 1464 als wüste Mark Deylitz; 1592 das Holz Dieglitz oder Tieglitz grenzt an die Felder der ehemaligen Dorfmark Tieglitz[46]
- Dreiseil, Großen Dreiseil, Dreiseul, Treyseül (östlich der Dübener Hammermühle, um 51.61700, 12.58700), 1323 Ritter von Drisule; 1350 Dorf Drosule; 1434 Gros Dressuele eine wüste Hufen, zweieinhalb Hufen, 5 Wiesen ein Hof; vor 1450 wüstes Dorf (?); 1453 immer noch Zinsen aus Großen Dreiseul; 1509 wüstes Gehölz[47]
- Dreiseil, Kleinen Dreiseil, Wenigen Dreiseil (genau Lage umstritten, entweder östlich Großen Dreiseul oder am Zusammenfluss von Hammer- & Schleifbach, um 51.60400, 12.58400), 1434 vier besiedelte Hufen in Wenigen Dressüle; 1453 höherer Zins als Großen Dreiseul; 1509 als wüste Mark[48]
- Gleina, Gleiner Mark (östlich Durchwehna, bei der Gleinaer Mühle, um 51.61400, 12.62900), 1394 als Dorf mit Hammermühle; 1434 drei Bewohner auf zwei Hufen und zwei Wiesen; 1497 drei Wiesen auf Gleina; 1509 wüstes Gehölz; 1550 Holz mit Birken und Eichen um die Wiesen bewachsen; 1590/92 zudem Tongrube der Dübener Töpfer[49]
- Heinichen, Hainholz (nördlich Brösa, um 51.62000, 12.53600), 1492 als Heinicher Hufen im Amt Bitterfeld; 1500 im Amt Bitterfeld 10 Hufen in der Heinicher Mark; 1509 Heinricher Mark mit 2 Hufen; ab 1538 als Hainholz; 1592 zwischen Brösa, Schwerz, Wüstung Rissdorf und Bitterfelder Weg an der Grenze zwischen den Ämtern Bitterfeld und Düben[50]
- Holzglos (nördlich Tornau, 51.64900, 12.59300), um 1380 Dorf; 1434 Dorf mit 5 Hufen und einer Richterhufe; 1497, 1509 wüst[51]
- Kirchglos oder Kirchlos (nordwestlich Tornau, um 51.65000, 12.57100), 1394 als Dorf; 1434 teilweise wüst; 1497 wüstes Dorf; 1509 ganz wüst, etliche Wiesen; 1528 mit Birken bewachsen[52]
- Kochwitz, Cogwitz, Kockwitz, (nordöstlich Schköna, um 51.70700, 12.58800), 1444 zinst ins Amt Wittenberg; 1513 unter den wüsten Marken, die von Kemberg genutzt; südlicher Teil im Bereich von Schwemsal[53]
- Loderwitz, Lodritz, Lodenwitz, Loderbbyc (zwischen Tornau und Söllichau bei Mostnitzer Mark, um 51.64100, 12.61300), 1434 anderthalb besiedelte Hufen; 1497 und 1509 wüst von Tornau bewirtschaftet[54]
- Maria, Mariamark, Marein (westlich Tornau, um 51.64000, 12.56900), vor 1450 bereits wüst; 1509 unter den wüsten Marken als Forst; 1531 mit Birken bewachsen[55]
- Maßnitz, Mostenigk, Mostenitz, Meßnitzer Mark (westlich Söllichau, um 51.63168, 12.60924), 1434 mit 9,5 Hufen und wüstem Hof zum größten Teil von Tornauer Bauern bewirtschaftet; 1453 nur geringe Grundzinsen; 1497 von Tornau aus bewirtschaftet; 1509 unter den wüsten Marken, die von Tornau bewirtschaftet werden; 1530/40er mit Birken, Erlen und Buchen bewachsen[56]
- Mochau, Mocho (bei Tornau; um 51.65200, 12.57800), vor 1438 bereits wüst; 1497 Wiesen; 1509 wüstes Gehölz[57]
- Mühldorf (bei Dübener Ober-, Mittel- und Untermühle), 1434 als Mollendorff mit 7 Hufen und einer Wiese; 1509 wird die Mühldorfer Mark von Dübener Bürgern und Schwerzer Bauern bewirtschaftet[58]
- Nassen-Deupzig (nordnordöstlich von Söllichau am Deubitzbach, um 51.65800, 12.67200), 1388 als Nassendupczk erwähnt; 1394 und 1402 als Dorf; 1434 für 12 Hufen und Wiesen gezinst; 1497 Teupitzer bzw. Tewpitzer Wiesen und Hufen von Söllichau bewirtschaftet; 1509 ganz wüstes Gehölz; 1527 Kabelholz bei Nassen-Deubitz[59]
- Pascha, Paschka, Passkaw, Böser Fichten (östlich Krina, um 51.65900, 12.50200), 1434 noch als torff Paskaw;1497/1509 als wüste Mark Posaw mit 14 Hufen; in der Öder-Zimmermann-Karte als Pascher Dorfstedt[60]
- Rüdigsdorf oder Rissdorf (südlich Schwemsal bei Rissmühle, um 51.60700, 12.55800), 1434 noch drei Zinszahler auf 6 Hufen in Rüdenstorff; vor 1497 wüst gefallen, von Schwerz aus bewirtschaftet[61]
- Tieglitz siehe Dielitz
- Trocken-Deubitz, Trocken Deupzig auch Trugen Dubiczk, Threun Teupczgk (nordöstlich Söllichau, um 51.65200, 12.69500), 1434 teilweise wüst; 1509 ganz wüst; 1529 mit Birken bewaldet[62]
- Zäsch, Zescht oder Zeschtenitz (südwestlich Pressel, 51.56400, 12.68300), 1434 als Czestenicz mit drei Bewohnern auf vier Höfen und zwei wüsten Höfen; 1438 als Czestenicz daz dorf mit Richter; 1497 die Zinsen zu Zäsch allis wust wurden auf Schrift des Kurfürsten; 1509 ganz wüst, vergebene Wiesen; 1541 Wiesen zu Czescht; 1590/92 an der Straße von Düben nach Pressel, grenzt an Feldmarken von Authausen, Pressel und Görschlitz; 1810 in den Asterschen Meilenblättern als Zschetscher Mark[63]
- Zedel oder Zettler Mark (nördlich Schwemsal, um 51.65200, 12.55300), 1350 als Dorf; 1434 und 1434 mit Richter- und zwei Bauernstellen sonst wüst; 1509 wüst[64]

## Amtmänner, Amtsschösser und Vögte

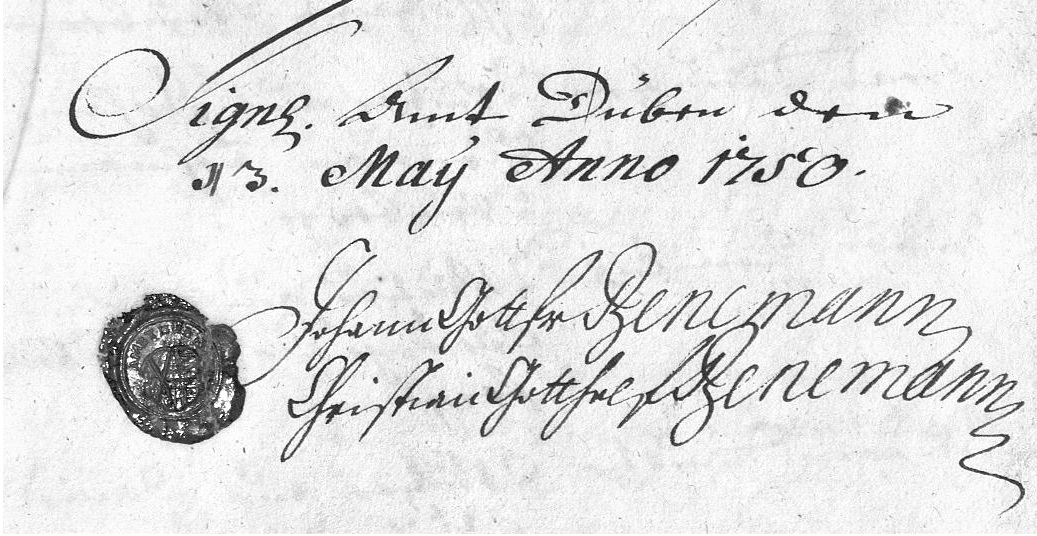
Dübener Amtssiegel und Unterschriften der Amtsmänner Johann Gottfried und Christian Gotthelf Benemann 1750

- Dübener Amtssiegel und Unterschriften der Amtsmänner Johann Gottfried und Christian Gotthelf Benemann 1750Gottschalk von Schweinitz, Vogt (bel. 1422)[65]
- Johannes Neuenstadt (Hanns Nuwenstede), Vogt (bel. 1453/54)[66]
- Albrecht von Breitungen, Amtmann und Geleitsmann (bel. 1478–1498), zugleich Amtmann zu Delitzsch[67]
- Georg von Lamperswald, Amtmann (bel. 1498/99), zugleich Amtmann zu Gräfenhainichen[68]
- Albrecht von Wahren (Warin), Amtmann (bel. 1499–1504)[69]
- Ramfeld von Staupitz (Rampfolt), Amtmann (bel. 1504–1508)[70]
- Heintz/Heinrich Meerrettich, Amtmann (bel. 1505–1515)[71]
- Fabian von Bresen (Briesen), Amtsverweser (bel. 1515–1519), zugleich Amtmann zu Bitterfeld und Amtsverweser von Gräfenhainichen[72]
- Heinrich von Leipzig, Amtmann (bel. 1519–1527), zugleich 1524 auch Amtmann zu Gräfenhainichen[73]
- Wilhelm von Haubitz, Amtmann (bel. 1528–1530)[74]
- Wolf von Raschkau, Amtmann, (bel. 1530/31)[75]
- Sebastian von Kötteritzsch, Amtmann (bel. 1531–1533), zuvor Amtmann zu Altenburg, Belzig und Bitterfeld, beteiligt an der Kirchenvisitation 1529–1533[76]
- Wolf von Salhausen, Amtmann (bel. 1533–1536), Streitigkeiten mit dem Rat zu Düben führt zu Regelung der Gerichtszuständigkeiten von Amt und Stadt[77]
- Hans von Pack, Amtmann (bel. 1538–1541), zuvor Amtmann zu Delitzsch, aufgrund des Ausweisungsedikts aus dem albertinischen Herzogtum ins ernestinische Kurfürstentum Sachsen geflohen
- Merten Drantz, Schösser 1541/42[78]
- Gangolf von Heilingen, Schösser (bel. 1545/46)[79]
- Valentin Pflugk, Amtmann (bel. 1547–1549)[80]
- Philipp Melanchthon der Jüngere (1524–1605), Amtmann (bel. 1554–1556), Sohn Philipp Melanchthons[81]
- Wolf Schadorf, Schösser (bel. 1548/49)[82]
- Hieronymus Lachnicht, Schösser, hat vor 1558 ein Steuerregister erstellt[83]
- Hieronymus Werner aus Zwickau, Schösser, hat vor 1566 zwei Steuerregister erstellt[84]
- Urban Schmidt/Schmied, Schösser (bis 1566), darauf Schösser im Amt Schellenberg[85]
- Johann Stände/Standa, Schösser (ab 1566), zuvor Stadtschreiber in Colditz[86]
- Jacob Güntherode/Gunderadt aus Leipzig, Schösser (bel. 1570)[87]
- Franz Simon, Schösser (1575–1582)[88]
- Hans Hendel, Schösser (ab 1587)[89]
- Christian Müller, Schösser (1590–1593)[90]
- Heinrich Gramm, Schösser (bel. 1598)[91]
- Alexander Roßbach, Schösser (1604–1616)[92]
- Hans Schubert (Schubarth), Schösser (1617–1629)[93]
- Heinrich von Taube, Amtshauptmann (nach 1634)[94]
- Christian Hanemann aus Dresden, Schösser (1638–1640)[95]
- Balthasar Brotkorb (Brodtkorb, Brodkorb), Schösser (1649–1662)[96]
- Johann Schott, Amtmann (1663–1666)[97]
- Johann Caspar Reiner (Reinert, Reimer), Schösser (1666–1670)[98]
- Christian Siegmund von Holzendorf, Pächter (1672/73)[99]
- Johann Heinrich Völkel (Völsch), Schösser (1673–1692)[100]
- Paul Ulrich (Ulrici), Schösser (1687, 1692–1694), zugleich 1687 bis 1690 Schösser zu Gräfenhainichen[101]
- Johann Caspar Maurer, Schösser und Amtmann (1694–1721)[102]
- Christian Weber, Amtmann (1721)[103]
- Heinrich Leonhardi, Amtsverweser (1721/22)[104]
- Friedrich Christian Meusel, Amtmann (1722–1734)[105]
- Johann Gottfried Benemann († 1761), Amtmann (1734–1757)[106]
- Christian Gotthelf Benemann († 1802), Amtmann (1757–1783), zuvor u. a. 1748, 1750 Amts-Adjunctus[107]
- Christian Johann Gotthelf Benemann († 1818), Mitpächter und später Amtmann (1778–1785)[108]

Justiz-Amtmänner und Rentbeamten von Düben und zugleich Eilenburg 1785–1815
- Christian Gotthold Viebig, Justiz-Amtmann (1785 bis min. 1806)[109]
- Friedrich Christian Gottlob Hasper, Justiz-Amtmann (bel. 1807–1813), Schwiegersohn von Amtmann Christian Gotthold Viebig[110]
- Friedrich Gottfried Teuscher, Rentbeamter und Pächter (bel. 1785–1789)[111]
- Friedrich August Petzsch, Amtsinspektor, Rentbeamter und Pächter (bel. 1791–1801)[112]
- Johann Friedrich Christoph Nivinus († vor 1809), Amtsinspektor, Rentbeamter und (Mit-)Pächter (bel. 1801–1807)[113]
- Heinrich Gotthelf Auerbach und Ernst Wilhelm Iphofen, Stellvertretende der Rentbeamten für die Erben des Pächters Nivinus (bel. 1809)[114]
- Johann Gottlob Jungmeyer, Rentbeamter (1810/11), zugleich Justiziar des Alaunwerks Schwemsal[115]
- Franz Carl Schmidt, Amtsinspektor, Rentbeamter und Reservateneinehmer (1813–1822), von der preußischen Regionalverwaltung wegen Rechnungsungereimtheiten und Verschleppung von Anfragen suspendiert[116]

Preußische Rentbeamte und Domänen-Rentmeister
- Franz Carl Schmidt, s. o.
- Leutnant Dahlstroem, Stellvertretender Rentmeister (1823–1825)[117]
- Rittmeister Christian Alexander Wilhelm Engelke, Domänen-Rentmeister (1825–1847), seit 1839 auch Forstkassenverwalter, Ermahnungen wegen Sportulieren und kritischen Äußerungen zur preußischen Außenpolitik[118]
- Premierleutnant Rust, Kommissarischer Rentmeister und ab 1854 Domänen-Rentmeister sowie Forstkassenverwalter (1847–1857)[119]

## Amtsgebäude
Zum Amt gehörten mehrere Gebäudekomplexe, die z. T. vom Amtmann und Schösser samt ihren Berittenen, vom Wirtschaftspersonal und z. T. von der Forstverwaltung und den Jägern als Wohnräume genutzt wurden: das Schloss Düben mit dem dabei gelegenen Amtshaus und weiteren Gebäuden (Gefängnis, Landknechts- und Forstschreiberhaus), das Geleitshaus, das Vorwerk, die Schäferei, die Beigeleitshäuser zu Schköna und Pressel (Forsthaus Warthe) und das Grenzschützenhaus.

### Schloss Düben mit altem und neuem Amtshaus
Von der 981 erwähnten Turmhügelburg Düben (urbs Dibni), die möglicherweise auf eine slawische Vorgängeranlage zurückgeht, ist wenig erhalten. Schon zur Entstehungszeit des Amts Düben dürfte der vormalige Burgwardmittelpunkt einen eher schlossartigen Charakter besessen haben.
Dübens Burg wird seit dem 14. Jahrhundert durchgängig als Haus oder Schloss bezeichnet, zu dessen Gütern das Städtlein bzw. die Stadt Düben (1355 bzw. 1401), Dörfer, Felder, Weiden, Gewässer und Wälder im Umland gehörten.
Um 1500 erscheinen in Baurechnungen und später in Inventaren als Schlossgebäude ein zweietagiges Haus mit Gemächern für den Kurfürsten und die Kurfürstin, ein Haus mit Hofstube, eine Vogtei bzw. Amtmannsgemächer mit Harnischkammer und -stube, zwei Küchen mit Keller und Backstube, eine Badestube mit Vorraum, ein altes Torhaus und der alte Turm, ein Kuh- und ein Pferdestall mit Viehhaus und Lagerboden im Schlossbereich. Ab 1540 ist vor und unterhalb des Schlosses ein umzäunter Vorhof mit weiteren Stallungen, um 1540 dem Forstschreiber- und später dem Landknechtshaus belegt. 1508 galten die Gemächer nicht als kostlichsten, das Dach der Scheune und der Boden über dem Kuhstall mussten erweitert werden. Um 1550 hatte das ziegelgedeckte Wohnhaus im Schloss eine Dachreparatur nötig und die sehr alten schindelgedeckten Ställe innerhalb der Schlossmauer waren baufällig. Vor dem Schloss lag das neue Forstschreiberhaus samt Kräutergarten.
Mit der Verpachtung der Güter des Amtes ab 1548/58 gingen die Erträge so weit zurück, dass die Gebäude im Schloss zunehmend verfielen. Die Amtsverwaltung bezieht das Torhaus und den alten Turm, in denen Schlaf-, Dienst- und Archivräume zu finden waren. Der Turm selbst beherbergte Gefängnisse.
1590 waren die Gebäude im Schloss stark verfallen. So seien die Kammer des Kurfürsten, der Lagerboden und die Hofstube eingefallen waren. Auch die Fenster und Bänke in der Stube der Kurfürstin und des Kurfürsten waren zerbrochen. Der Ofen des Badehauses war eingefallen. Die Zellen des Gefängnisses im Turm waren nach einem Ausbruch nur teilweise zu nutzen. Der Schösser klagte, dass wenn das noch stehende Wohnhaus nicht abgetragen würde, es der Wind einreißen würde. Nachdem die Schüttböden neu mit Ziegeln gedeckt wurden, konnte das Schloss als Getreideschütte genutzt werden. Allerdings waren die Gebäude zur wohnung […] nicht dinstlichen.
Die fehlenden Räumlichkeiten des Amtes ersetzte seit 1606 ein Pferdestall vom benachbarten Alaunbergwerk, der auf Befehl des sächsischen Kurfürsten dort abgetragen und kegen Dieben uf den plan vors alte schloß verlegt wurde und seitdem als (altes) Amtshaus diente. Dieses schwarz-weiß angestrichene einfache Lehmgebäude im Bereich der heutigen Touristeninformation diente bis zu einem Brand 1710 als Sitz der Schösser und Amtsleute, obwohl es schon 1666 als sehr baufällig galt.
1613 befanden sich innerhalb der alten, zum Teil eingefallenen Schlossmauer nur noch ein strohgedeckter Kuhstall und Schuppen, die Reste Kellers aus Eisensteinen. Auch der alte Turm samt Gefängnis und Bollwerk war noch vorhanden. Den restlichen Schlossbereich nahmen Kräutergärten ein.
Da die Baufälligkeit des alten Amtshauses bekannt war, ließ der sächsische Kurfürst die Wildmeisterei zu Söllichau 1665 abreißen und auf dem Schlossplatz als neues Amtshaus wieder aufbauen. Im Erdgeschoss befanden sich die Amtsstube, das Amtsarchiv, Räume für Küchenschreiber und Magd, die Küche und Wohnräumlichkeiten des Amtsmanns. Die obere Etage enthielt die Gemächer, welche der Kurfürst bei Jagdaufenthalten beziehen konnte: Stuben, Kammern, Tafelstube und einen Saal. Das neue Amtshaus mit den Maßen von gut 22 × 12 m (40 × 22 Ellen) beherbergt heute das Landschaftsmuseum Dübener Heide.
Seit 1785 teilten sich das neu geschaffenen Justiz- und Rentamt Düben das Amtsgebäude. Das Justizamt bezog die vormalige Amtsstube und das Amtsarchiv und belegte die Gefängnisse im Turm sowie die Fronveste. Letztere ist aus den 1712 zum Gefangenenhaus erweiterten Wohnhaus des Landsknechts hervorgegangen. Das Rentamt belegte bis 1790 die anderen Räumlichkeiten im Erdgeschoss und sämtliche im Obergeschoss, wo sich die Kommissionsstube befand.
In den 1790er Jahren bezog das Rentamt zwischenzeitlich eine neu errichtete Rentamts-Expedition im Schlosshof, seit 1878 als Nachtwächter und das heutige Burgwärterhäuslein. Auf Anordnung der preußischen Regionalregierung bezog das Rentamt 1823/24 letztlich wieder die Räume im Erdgeschoss des Amtshauses, während das Justizamt mit Kreisgericht das Obergeschoss bezog und in der ehemaligen Kommissions- bzw. Tafelstube die Gerichtsstube einrichtete.
Die Teilung der Amtsgebäude blieb auch unter der Forstkasse und Kreisgericht nach 1860 bestehen und waren häufiger Anlass für Streitigkeiten unter den Amtsinhabern. Daher war eine genaue Teilung der Zuständigkeiten vorgesehen: Z. B. unterstand je eine Hälfte des Tores unter dem Turm Justizamt und Forstgericht. Das Dachgeschoss des Turms gehörte zu sechs Siebenteln dem Kammerfiskus (Forstkasse). Das Nachtwärterhäuslein samt Stallung gehörte dem Kammerfiskus. Das Gefangenenhaus im alten Amtshaushof der Justiz.

### Geleitshof und Brückenhaus zu Düben
Mit der Verlegung der Brücke vom Eilenburger Tor muldenaufwärts vor das Schloss um 1670 ist am Übergang der Landstraße über den Schwarzen Bach 1673 ein neues Geleitshaus errichtet worden. Es war ein teilweise auf Eichenpfählen stehendes Fachwerkhaus von 9 × 7 m, das auf der anderen Seite gut einen Meter hoch untermauert war. Darin befanden sich zwei Stuben und zwei Kammern und ein Küche. Zum Geleitshaus gehörten zwei umzäunte Obstbaumgärten.
1811 war das Holz des alten Geleitshauses durch häufige Muldenhochwasser verfault, so dass es abgerissen und bis 1814 durch einen Neubau ersetzt werden musste. Das neue zweietagige Haus besaß eine höhere Grundmauer und einen eigenen Stall. Auch die Brücke über den Schwarzen Bach beim Geleitshaus ließ das Amt 1810 steinernen neu errichten.

### Vorwerk und Scheune
Das Schlossvorwerk befand sich südlich der Stadt an Schlossmark und diente zur Bewirtschaftung der dort gelegenen Felder. 1550 bestand das Vorwerk unweit der Vorwerksfelder im Süd aus einem Wohnhaus zwei langen Ställen und zwei Scheunen und kleineren Gebäuden, die mit Schindeln und Stroh gedeckt waren. Mit der Verpachtung der Vorwerksfelder an die Bürger Düben wurde der Komplex nicht mehr unterhalten. 1590 ist vermerkt, dass die Gebäude dieses Vorwerks daher vollständig zergangen und nicht mehr vorhanden waren. Eine weitere Scheune des Amtes lag vor dem Leipziger/Eilenburg Tor, sie war zeitweilig zur Pacht ausgegeben.

### Amtsschäferei
Die Schäferei lag nördlich des Schlosses am nordwestlichen Ende der Neumark. 1508 war der Schafstall samt Schäferwohnung baufällig. 1540/41 wird ein neuer Stall aus 38 Fachwerksgebinden (62 × 10,5 m) errichtet. Er bot Platz für 1200 Tiere. Dieser ziegelgedeckte Schafstall galt sowohl 1550 als 1590 als gut erbaut, das strohgedeckten Wohnhaus war ebenfalls nutzbar. An der Schäferei befanden sich seit dem 16. Jahrhundert zwei umzäunte Gärten mit Obstbäumen und Heidekorn. Im Dreißigjährigen Krieg ist dieser Schafstall eingefallen.
Der neue Schafstall war mit einer Größe von 50 m × 9 m (88 × 16 Ellen) etwas kleiner als der Vorgänger, besaß einen liegenden Dachstuhl und bestand aus 42 Fachwerkgebinden, die mit Lehm und Stein gefüllten waren. Ihn ergänzte ein zweiter kleiner quadratischer Schafstall (8,5 × 8,5 m). Im umzäunten Schäfereibereich befand sich neben dem unterkellerten Schäferhaus von 13,5 m Länge und 9 m Breite (24 × 16 Ellen) auch ein Backofen. 1738 schlug der Blitz in die Dübener Amtsschäferei ein, die daraufhin vollständig niederbrannte.

### Forsthaus Söllichau, später Wildmeisterei
Das Forsthaus in Söllichau, die spätere Wildmeisterei, diente nicht nur den Forstbediensteten als Wohnung, sondern war dafür ausgerichtet, Jägergruppen des Hofes, z. T. auch dem sächsischen Kurfürsten selbst bei mehrtägigen Treibjagden Unterkunft zu bieten.
Schon 1485 sind Arbeiten an den schindelgedeckten und lehmverputzten Jägerhäusern, einem Jäger- und Hundestall in Söllichau zu belegen. Ein Forstknecht, der zugleich für die Einziehung des Söllichauer Biergeleits und die Versorgung von Jägergruppen des Hofes verantwortlich war, scheint dort gewohnt zu haben. 1509/10 logierten die Hofjäger z. B. 24 Tage in Söllichau und verbrauchten 25 Gulden für Nahrung, Alltagsbedarf sowie Pferde- und Hundefutter.
1550 war das schindelgedeckte Jägerhaus mit Stuben, Kammern und strohgedeckten Scheunen baufällig (fast wandelbar). Vor 1590 muss ein grundlegender Neubau erfolgt sein. Im Erbbuch von 1590/92 ist zum Söllichauer Jagdhaus vermerkt: Ist im dorffe an der Schmidebergischen straßen an einer erdbahn gelegen, seindt die gemache darinne dermaßen erbawet, das unser gen(edig)st(e)r herr, in der jagdtzeit darinnen benachten kann, unnd wirdt von dem itzigen forstknechte Caspar Meißner bewohnet, ist nicht zinßbar.
Das Amtsinventar von 1613 führt im Obergeschoss des Söllichauer Jagdhauses u. a. ein kurfürstliches Gemach mit zwei Stuben und Kammern an. Zusätzlich sind ein neues und ein altes Haus mit Stuben, ein Küchengebäude und sogar eine Badestube, ein Pferde-, ein Kuh-, ein Ochsen- und ein Hundestall mit Stube für die Jägerjungen und Hundeküche um das Jägerhaus belegt.
1665 ist das neue forsthauß ist abgetragen undt auf den schloßplan herein, nahet Düben zum ambtshause auf churf(ürstlichen) gnädigsten befehl geseczet. Lediglich ein Keller von 8,4 × 6,7 Metern, ein Forsthäuslein mit einer Stube, zwei Kammern, Küche, Pferde- und Schweineställen verblieb vor Ort.
1714 ist ein neues Holzgebäude mit Ziegeldach und Lehmputz, Küche und Saal im Obergeschoss sowie jeweils zwei Stuben mit schwarzen und grünen Kachelöfen und zugehörigen Kammern errichtet worden. Auf dem Gelände der Wildmeisterei befanden sich 1722 zudem: ein Ziegeln gedeckter Netzschuppen unter den Schweinställen, eine mit Ziegeln gedeckte Scheune, ein großer zweigeschossiger Stall mit Ziegeldach aus dem Jahr 1691 (~ 20,5 × 33,5 m). Darin befanden sich vier separierte Pferdeställe mit insgesamt 42 Ständen. Darüber Saal, zwei Stuben mit Glasfenstern und schwarzen Kachelöfen, sowie drei Kammern und Lagerboden. Weiterhin sind genannt ein Kellerhaus an der Küche aus zwei Geschossen, einer Stube mit Kachelofen und im Obergeschoss drei Kammern, sowie Lagerboden. Die neue Küche mit einfachen Anrichtetischen und steinernem Herd sowie ein mit Eichenplanken umgebener Garten mit wenigen tragenden Obstbäumen und der Röhrwasseranschluss mit zwei Trögen.
Der heutige Bau der Wildmeisterei stammt aus den Jahren 1911/12.

## Karten und Pläne
- Torgauer, Falkenberger und Dübener Heide in der Aufnahme von Kursachsen von Matthias Öder und Balthasar Zimmermann, kolorierte Zeichnung 1614–1634; SächsHStA Dresden, 12884 Karten und Risse, Schr R, F 001, Nr. II b[157]
- Karte der Ämter Leipzig, Düben, Eilenburg und Wurzen, im Atlas Augusteus Saxonicus (Exemplar B, fol. 21), Zeichnung von Adam Friedrich Zürner zwischen 1711–1742; Deutsche Fotothek, Signatur Makro 03403[158]
- Karte der Ämter Düben, Eilenburg und Wurzen von Matthäus Seutter um 1760, Kupferstich von Tobias Conrad Lotter, 43 × 47 cm (Praefecturae Saxonicae Wurcensis, Eilenburgensis, Dubensis Geographica accuratione); SLUB Dresden, Kartensammlung A14126 7[159]
- Düben und Umland, in der „Situations- und Cabinets-Carte von einem anderen Theile des Churfürstenthums Sachsen“ mit Orten beiderseits des Elbe- und Muldenstroms in zwölf Teilen von Isaak Jak Petri, 1761 Teil 1, Kupferstich 46 × 64 cm; SLUB Dresden, KS A16827[160]
- Stadtplan von Düben um 1680, mit Schloss (A) = neues Amtshaus, (altem) Amtshaus (B) und Geleitshaus (C), kolorierte Handzeichnung 41 × 32 cm; SLUB Dresden, KS A14366[161]
- Stadtplan von Düben um 1710, jüngere Nachzeichnung eines Originals, mit Schloss (A) = neues Amtshaus und (altem) Amtshaus (B), erneuerter Muldenbrücke und erweitertem Geleitshaus, SächsHStA Dresden, 12884 Karten und Risse, Schr 026, F 095, Nr. 021g[162]